# Габдрахманов, Ильдар Нуруллович
Ильдар Нуруллович Габдрахманов (род. 4 ноября 1974, Бавлы, Татарская АССР) — российский политический и государственный деятель. Первый вице-губернатор Московской области с 20 сентября 2018 года. Депутат Государственной Думы Федерального Собрания Российской Федерации 4, 5 и 6-го созывов (2003—2012).

## Биография
1997—2001 Предприятие ТЭК
2001—2003 Советник заместителя Председателя Государственной Думы
2003 Ответственный секретарь Экономического совета Московского отделения Всероссийской политической партии «Единая Россия»

### Депутат госдумы
2003—2007 — депутат Государственной Думы четвёртого созыва, член Комитета Государственной Думы по бюджету и налогам
2007—2011 — депутат Государственной Думы пятого созыва, первый заместитель председателя Комитета Государственной Думы по труду и социальной политике
2011—2012 — депутат Государственной Думы шестого созыва, председатель комитета Государственной Думы по регламенту и организации работы Государственной Думы. Освободившийся мандат перешел Сергею Кузину

### В Правительстве Московской области
С ноября 2012 по сентябрь 2013 — первый заместитель председателя Правительства Московской области.
с 20 сентября 2013 года — вице-губернатор Московской области, с 20 сентября 2018 года — первый вице-губернатор Московской области.

## Награды
- Орден Почёта (5 ноября 2020 год) — за большой вклад в организацию работы по предупреждению и предотвращению распространения коронавирусной инфекции (COVID-19)[2].
- Благодарность Президента Российской Федерации (6 мая 2008 года) — за большой вклад в работу Общественной приёмной кандидата на должность Президента Российской Федерации[3]